# Wostok (jezioro)
Wostok (ros. Восток) – największe z 379 znanych jezior podlodowcowych na Antarktydzie. Położone jest na 77°S 105°E, ok. 4000 metrów pod pokrywą lodu, na powierzchni której znajduje się rosyjska stacja badawcza Wostok. Długość jeziora to ok. 250 km, a jego szerokość dochodzi do 50 km. Jego powierzchnia to ok. 16 000 km², a objętość jest szacowana na 5400 km³. Podwodny grzbiet, nad którym jezioro ma głębokość ok. 250 m, dzieli je na dwa baseny: północny o głębokości ok. 500 m i południowy o głębokości ok. 870 m. Jest to jezioro słodkowodne.
Rosyjscy i brytyjscy naukowcy odkryli jezioro w 1996 roku, po przeanalizowaniu zebranych danych, m.in. zdjęć lotniczych i satelitarnych wykonanych techniką radarową. Stwierdzono, że ukryte pod lodem jezioro zawiera duże ilości wody w stanie ciekłym. To oznacza, że jest to największe jezioro na Ziemi nietknięte przez człowieka. Woda zawarta w jeziorze ma prawdopodobnie ponad milion lat, podczas gdy woda w powierzchniowych jeziorach tej wielkości podlega całkowitej wymianie średnio co sześć lat.
Średnia temperatura wody jeziora to –3 °C. Nie jest ona zamarznięta, ponieważ nadlegająca warstwa lodu wytwarza wysokie ciśnienie, jednocześnie izolując jezioro od bardzo niskich temperatur panujących na powierzchni. Ponadto, jezioro jest ogrzewane od spodu przez ciepło geotermalne.
W 1998 roku, zespół badaczy z Rosji, Francji i Stanów Zjednoczonych dokonał głębokiego odwiertu, wydobywając rdzeń lodowy o długości 3623 m. Próbki pobrane z dolnej części rdzenia mają ok. 420 000 lat, jednak samo jezioro może być odizolowane od powierzchni przez ostatnie 15-25 mln lat. Wynika to z faktu, że masy lodu w lądolodach nieustająco się przemieszczają. Odwiert zatrzymano ok. 120 m nad domniemaną powierzchnią jeziora, z obawy przed zanieczyszczeniem jeziora sześćdziesięcioma tonami freonu i paliwa lotniczego, które wprowadzono do odwiertu by zapobiec jego zamarzaniu.
W próbkach pobranych ze spodu rdzenia, prawdopodobnie pochodzących z wód jeziora przymarzniętych do lądolodu, znaleziono ślady życia w postaci mikroorganizmów. W związku z tym, naukowcy twierdzą, że jezioro może być unikalnym ekosystemem, w którym, w izolacji, znajdują się organizmy o puli genów izolowanej od przeszło pół miliona lat. Pojawiły się też teorie na temat różnorodności biologicznej w oddzielonych grzbietem basenach jeziora.
Jezioro Wostok jest w dużym stopniu oligotroficzne, jest przesycone tlenem do poziomu pięćdziesięciokrotnie wyższego niż w przeciętnym słodkowodnym jeziorze powierzchniowym. Jednym z powodów tak dużego nasycenia może być ciśnienie wywierane przez nadlegający lód. Tlen i inne gazy uwięzione są także w lodzie, w postaci klatratu. Klatraty powietrza w lodzie stałyby się bardzo niestabilne przy znacznym obniżeniu ciśnienia, z tego powodu dokończenie odwiertu (dotarcie do powierzchni jeziora) mogłoby spowodować niekontrolowany wyrzut wody (podobny do występującego przy otwieraniu szampana), który zagrażałby życiu naukowców i z pewnością doprowadziłby do skażenia jeziora.
Żadne inne jezioro na Ziemi nie jest nasycone tak dużą ilością tlenu. Organizmy żyjące w Jeziorze Wostok muszą więc być zdolne do poradzenia sobie z taką nadwyżką. Uważa się, że przystosowanie nastąpiło przez produkcję dużej ilości ochronnych enzymów. Z uwagi na podobieństwo środowiska jeziora do warunków występujących na Europie, księżycu Jowisza, niektórzy uważają dowody na obecność w nim życia za argument w dyskusji o możliwości występowania żywych organizmów na tym księżycu.
W 2005 roku zespół badaczy z Niemiec, Rosji i Japonii stwierdził występowanie pływów na jeziorze. W zależności od pozycji Słońca i Księżyca, pływy osiągają od 1 do 2 cm. Naukowcy twierdzą, że mechanizm pływów zapewnia cyrkulację wody w jeziorze, co z kolei jest niezbędnym warunkiem przetrwania mikroorganizmów zamieszkujących to środowisko.
Istnieje przypuszczenie, że jeziora znajdujące się pod lodem Antarktydy są połączone siecią rzeczną. Według glacjologów Duncana Winghama z University College w Londynie i Martina Siegerta z University of Bristol, wiele z tych jezior łączy się okresowo, gdy gwałtowne potoki wody przeciskają się pod lodem pod wpływem panującego w jeziorach ciśnienia.
W 2010 roku czasopismo naukowe Nature poinformowało, że rosyjskim naukowcom brakuje jedynie 20-40 metrów aby dotrzeć do powierzchni wody jeziora. Projekt rozpoczęty 20 lat temu ma szansę zakończyć się sukcesem. W planie jest pobranie próbki wody w celu dalszych badań. Na początku lutego 2011 r., tuż przed zakończeniem sezonu prac, doniesiono, że naukowcy znajdują się pięć (według jednak innych źródeł – pięćdziesiąt) metrów od wód jeziora.
6 lutego 2012 roku rosyjscy naukowcy poinformowali o dowierceniu się do wód jeziora. By to zrobić, musieli się przebić przez 3678 metrów lodu.
Na rok 2012-13 Rosjanie planowali spuszczenie do jeziora pływającego robota, który pobrałby próbki wody i osadu z dna jeziora.